# Хаутман, Тео
Теодорюс Арнолдюс (Тео) Хаутман (нидерл. Theodorus Arnoldus "Theo" Houtman; 18 января 1892, Амстердам — 29 мая 1963, там же) — нидерландский футболист, игравший на позиции полузащитника, выступал за амстердамские команды ВВА и «Аякс».

## Спортивная карьера
В сентябре 1906 года Тео и его младший брат Арнолд стали членами футбольного клуба ВВА. В то время они жили в западной части Амстердама в районе канала Да Костаграхт. Братья стали играть за клуб в чемпионате среди учащихся города Амстердама. Через год Тео попал во вторую резервную команду ВВА, а уже в возрасте 17 лет дебютировал в основном составе на позиции полузащитника. 
В конце апреля 1913 года Хаутман старший попробовал свои силы в другой амстердамской команде — «Аяксе». Он сыграл в товарищеском матче против «Квика» из Неймегена, но в команде не остался и продолжил выступать за ВВА. Тем не менее в октябре того же года он перешёл в «Аякс». Впервые после перехода он сыграл 9 ноября в товарищеском матче с «Квик». Встреча завершилась вничью — 1:1.
Вскоре Тео был переведён в третий состав «Аякса», за который в то время играли Вим Бёкер и Андре де Крёйфф. Через три месяца Хаутман всё же дебютировал в чемпионате Нидерландов. Это произошло 8 марта 1914 года в гостевой игре против клуба ВОК. Он сыграл на позиции нападающего и уже в первом тайме открыл счёт, однако хозяева поля смогли сравнять счёт и одержать победу со счётом 2:1. В октябре 1914 года Тео вернулся обратно в клуб ВВА, так и не став игроком основы «Аякса».

## Личная жизнь
Тео Хаутман родился 18 января 1892 года в Амстердаме, в семье кондитера Адрианюса Вилхелмюса Хаутмана и его жены Вилхелмины Элизабет Баккер. Он был вторым ребёнком в семье из трёх детей. У него была старшая сестра Себастиана Вилхелмина и младший брат Арнолдюс Йоханнес. Их отец был родом из Роттердама, а мать из Тила.
Тео женился в возрасте двадцати пяти лет. Его избранницей стала 26-летняя Элизабет Бек, уроженка Амстердама. Их брак был зарегистрирован 30 августа 1917 года в Амстердаме. В сентябре 1919 года у них родилась дочь.

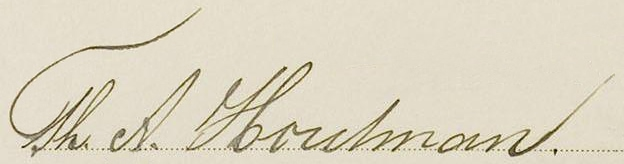
Автограф Хаутмана, оставленный им в день бракосочетания, 30 августа 1917 г.

Хаутман умер в мае 1963 года, в возрасте 71 года.